# South Bloomfield (Ohio)
Pour les articles homonymes, voir South Bloomfield.
South Bloomfield est un village américain situé dans le comté de Pickaway, dans l’Ohio. Selon le recensement de 2010, sa population est de 1 744 habitants.